# Strážný vrch (Rumburská pahorkatina)
Strážný vrch (německy Wachberg) je kopec o nadmořské výšce 425 m nacházející se v Rumburku v Ústeckém kraji.

## Charakteristika
Vrch náleží ke geomorfologickému celku Šluknovská pahorkatina, jeho okrsku Rumburská pahorkatina a podokrsku Jiříkovská pahorkatina. Geologické podloží tvoří dva typy rumburské žuly (středně až hrubozrnná a drobnozrnná), mezi kterými je vklíněna mocná žíla křemene. Půdní pokryv se skládá z modální mesobazické kambizemě, kterou při úpatích nahrazuje modální glej. Celý kopec náleží k povodí Mandavy a Odry a úmoří Baltského moře. Přes Strážný vrch vede modře značená turistická trasa spojující směřující do Rumburku a do Jiříkova. Ve vrcholové části stojí pravoslavný chrám Stětí svatého Jana Křtitele s křížovou cestou. Roste zde památný strom jasan na Strážném vrchu v Rumburku.

## Galerie

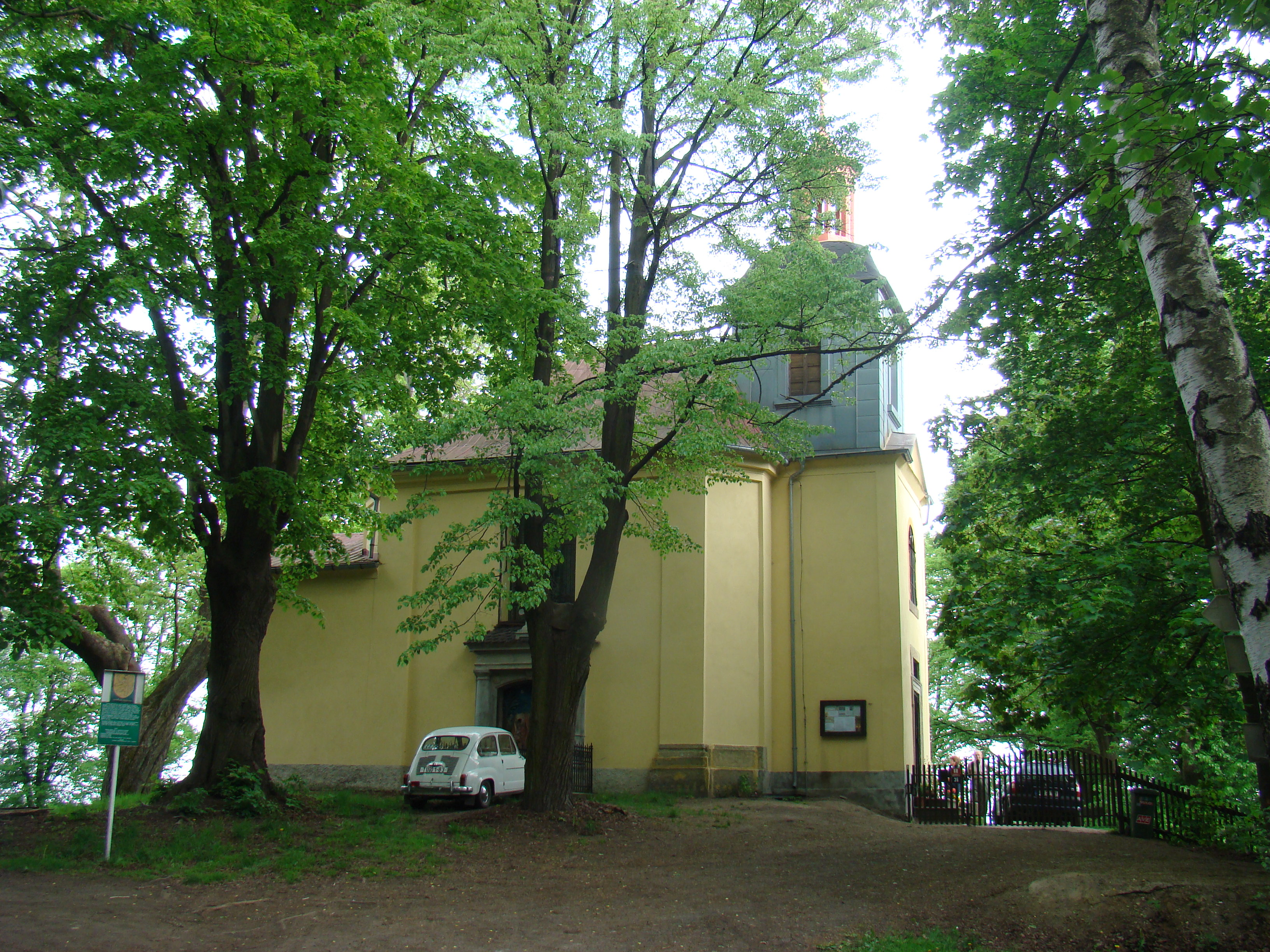
Chrám s památným stromem
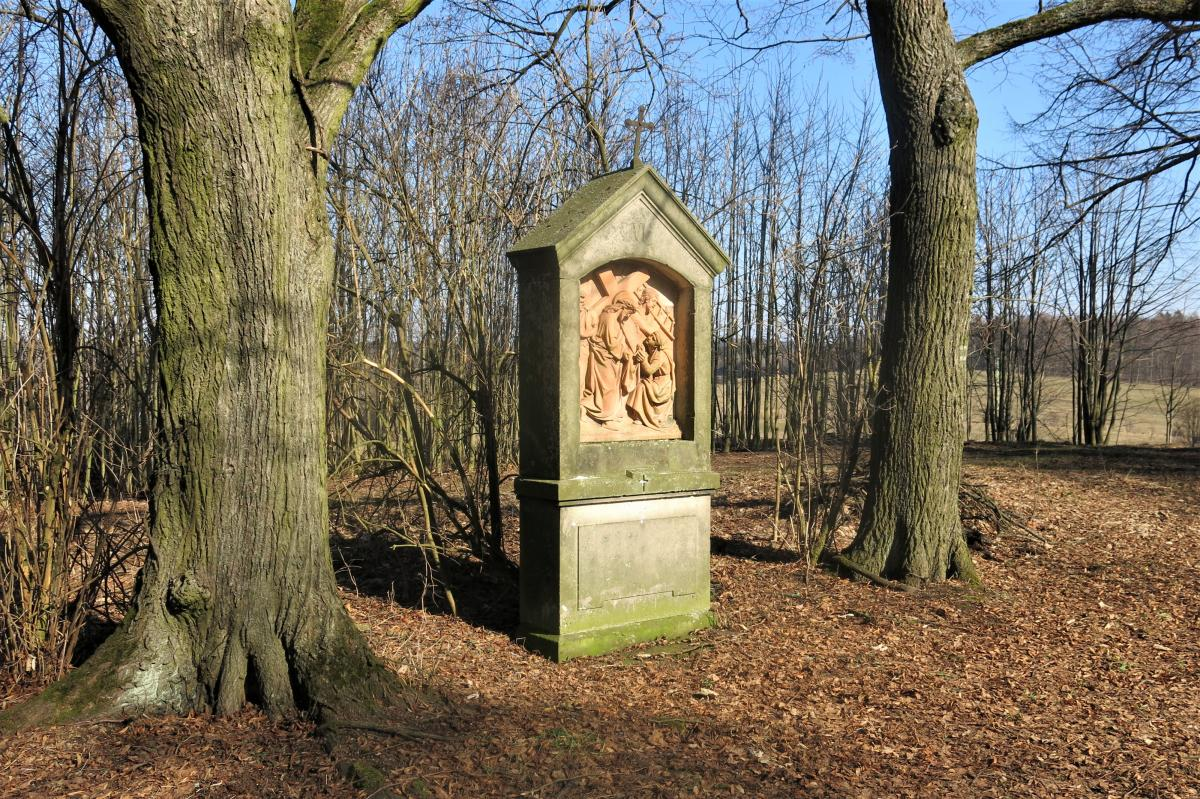
Křížová cesta
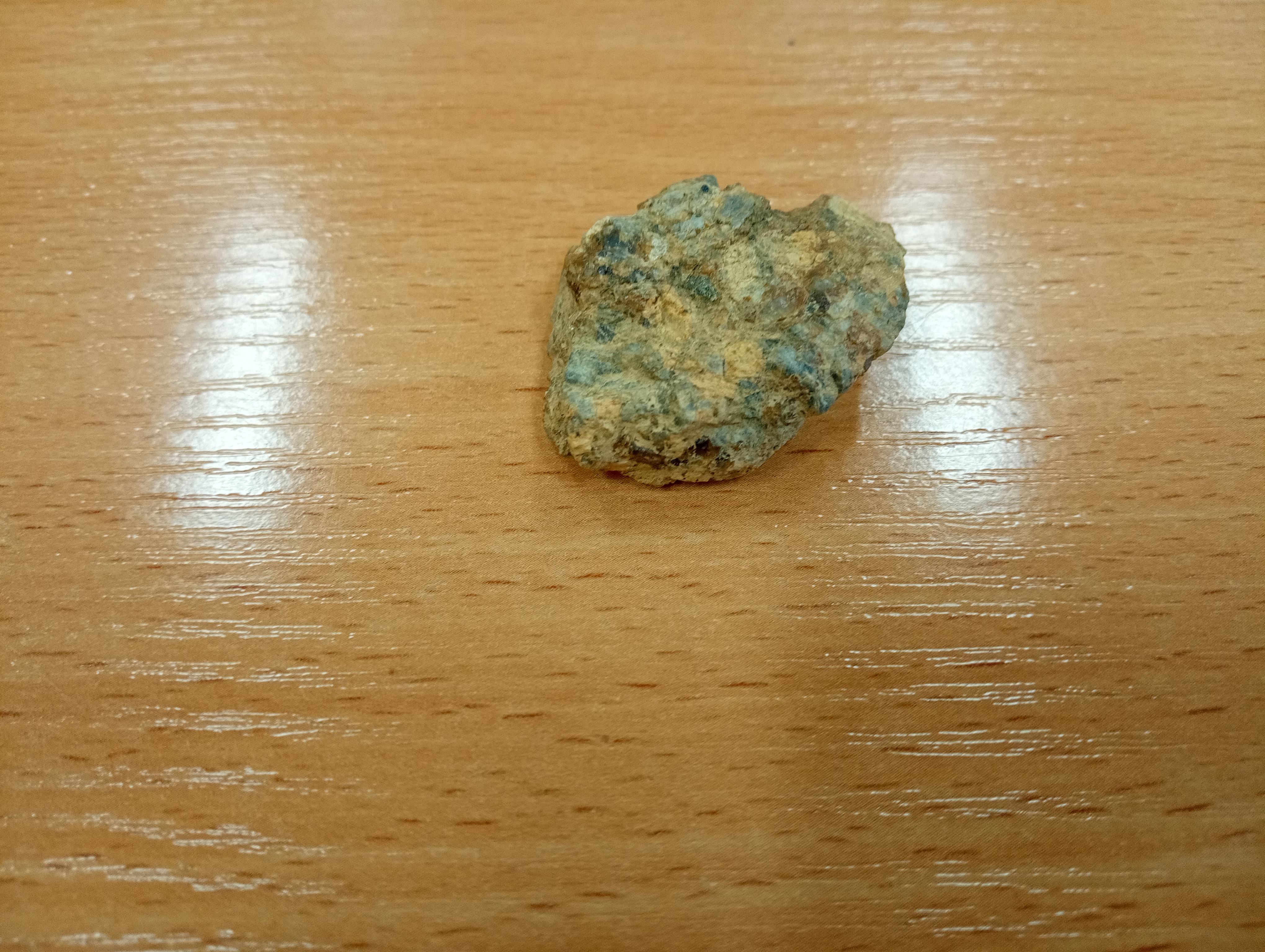
Rumburská žula